# Papamosques safir
El papamosques safir (Ficedula sapphira) és una espècie d'ocell de la família dels muscicàpids (Muscicapidae). Es troba al sud-est d'Àsia. El seu hàbitat natural són els boscos tropicals i subtropicals de frondoses humits. El seu estat de conservació es considera de risc mínim.